# Блудный сын (фильм, 1901)
«Блудный сын» (фр. L'Enfant Prodigue) — немой короткометражный фильм Фернана Зекки. Первая экранизация библейской притчи о блудном сыне.

## Сюжет
Фильм представляет собой пять сцен, досконально следующих тексту библейской притчи. 

## История создания, значение
Фернан Зекка приступил к этому фильму немедленно после успеха своей предыдущей ленты «Камо грядеши?». Фильм отличался настолько великолепными костюмами и реквизитом, что устанавливал новые стандарты во французской киноиндустрии. Фильм был предназначен для семейного просмотра и для просмотра в образовательных и церковных учреждениях, что подчёркивалось в его афише.  
«При создании <…> „Блудного сына“ Зекка, по-видимому, пользовался помощью Люсьена Нонге…».